# Premio Nacional a la Defensa de los Derechos Humanos en Colombia
El Premio Nacional a la Defensa de los Derechos Humanos en Colombia es un premio entregado anualmente en Colombia desde el año 2012 por la ACT  iglesia sueca, Diakonia con el apoyo del Reino de Suecia (Suecia Sverige). La ceremonia se lleva a cabo en el Centro de Memoria, Paz y Reconciliación de Bogotá.
El premio nació con la intención de visibilizar a los líderes defensores de derechos humanos de Colombia debido a las constantes amenazas a su vida que dichas personas reciben de los actores del conflicto armado del país y los grupos criminales ligados al narcotráfico.

## Ganadores
El premio otorga las categorías Defensor del Año, Defensor Toda Una Vida y Experiencia o Proceso Colectivo del Año.

### Categoría Defensor del año
- Judith Maldonado - 2012
- Islena Rey Rodríguez - 2013
- Matilde Leonor López - 2014
- Francia Márquez Mina - 2015
- José Milciades Sánchez - 2016
- Enrique Chimonja Coy - 2017
- Germán Graciano Posso - 2018
- Clemencia Carabalí Rodallega - 2019
- Leyner Palacios Asprilla - 2020
- Luz Marina Becerra - 2021[3]
- Luz Estella Romero - 2022[4]

### Defensor Toda Una Vida
- Jackeline Rojas - 2012
- Padre Alejandro Angulo Novoa - 2013
- Patricia Ariza - 2014
- Fabiola Lalinde - 2015
- María Ruth Sanabria Rueda - 2016
- Socorro Aceros Bautista - 2018
- Ricardo Esquivia Ballestas - 2019
- Marino Córdoba Berrío - 2020
- Aída Marina Quilcué Vivas - 2021
- Fabiola Lalinde - 2022[5]